# 洛雷斯坦省
洛雷斯坦省（波斯語：لرستان）是伊朗三十一個省份之一。面積28,559平方公里，在所有省份中排行第十四。人口約1,739,600（2006年數據）；首府位於霍拉馬巴德市。
洛雷斯坦位于伊拉克边境附近。洛雷斯坦坐落在群山环绕、风景秀丽的山谷中，距离伊拉克边境以东约 100 公里（约 62 英里）。

## 地理位置
洛雷斯坦省位於伊朗西部；並與以下多個省份接壤（從北面逆時針方向）：哈馬丹省、克爾曼沙汗省、伊拉姆省、胡哲斯坦省、伊斯法罕省及中央省。境內多高山，但當中亦有些峽谷和平原。山區氣候比較寒冷，南部地方則比較和暖。

## 歷史
洛雷斯坦最早的居民相信是一些定居下來的遊牧民族；根據巴比倫及亞述的一些歷史發現，這些民族應該包括：Lolobi，Manai，Kasi，Gouti，Amada，以及Parswa。他們定居在札格羅斯山脈。公元1世紀，一些波斯族人從裏海東部移居至此。今日洛雷斯坦居民大部份是庫爾德人。

## 行政劃分
洛雷斯坦省下設9县；其波斯語名稱及英語譯名分別如下：
| 波斯語           | 英語譯音           | 漢語譯音       |
| ---------------- | ------------------ | -------------- |
| شهرستان ازن      | Azna County        | 埃茲納縣       |
| شهرستان الیگودرز | Aligudarz County   | 阿里古達爾茲縣 |
| شهرستان بروجرد   | Borujerd County    | 博魯杰爾德縣   |
| شهرستان پلدخت    | Poldokhtar County  |                |
| شهرستان خرم‌آب    | Khorramabad County | 霍拉馬巴德縣   |
| شهرستان درود     | Dorud County       | 道魯德縣       |
| شهرستان دلفان    | Delfan County      |                |
| شهرستان سلسل     | Selseleh County    |                |
| شهرستان کوهدشت   | Kuhdasht County    |                |

## 洛雷斯坦音乐
- 音乐会在科隆，德国 (Mehrdad Hedayati) （页面存档备份，存于）

## 旅遊名勝
1. ↑  https://www.britannica.com/place/Khorramabad